# 1999년 런던 영화 비평가 협회상
제20회 런던 영화 비평가 협회상은 2000년 3월 2일에 열린 시상식이다.

## 수상 및 후보

### 작품상
- 아메리칸 뷰티 - 샘 멘데스 수상

### 외국어영화상
- 내 어머니의 모든 것 - 페드로 알모도바르 수상

### 감독상
- 아메리칸 뷰티 - 샘 멘데스 수상

### 작가상
- 아메리칸 뷰티 - 앨런 볼 수상

### 여우주연상
- 아메리칸 뷰티 - 아네트 베닝 수상

### 남우주연상
- 아메리칸 뷰티 - 케빈 스페이시 수상

### 영국감독상
- 쥐잡이 - 린 램지 수상

### 영국여우주연상
- 안젤라스 애쉬스 - 에밀리 왓슨 수상

### 영국남우주연상
- 해피 텍사스 - 제레미 노덤 수상

### 영국작가상
- 우리는 파키스탄인 - Ayub Khan-Din 수상

### 영국제작자상
- 우리는 파키스탄인 - Leslee Udwin 수상

### 영국남우조연상
- 작은 목소리 - 마이클 케인 수상

### 영국여우조연상
- 스윗 앤 로다운 - 사만다 모튼 수상

### 영국신인상
- 오네긴 - 마샤 피엔즈 수상

### 애튼보로우 상
- 우리는 파키스탄인 - Damien ODonnell 수상

### 딜리스 파웰상
- 마이크 리 수상